# Uitgeverij Meulenhoff
Uitgeverij Meulenhoff, cunoscută și sub numele de J.M. Meulenhoff sau Meulenhoff & Co, este o editură olandeză fondată în secolul al XIX-lea de J.M. Meulenhoff. Editura a crescut constant în cursul secolului al XX-lea.

## Științifico-fantastic
Meulenhoff a fost o editură majoră de literatură neerlandeză și universală și este cunoscută îndeosebi pentru colecția sa de cărți științifico-fantastice, M=SF, care a fost înființată în 1967. Aici au fost publicate lucrările SF traduse în limba neerlandeză ale multor autori celebri, în special din spațiul anglofon, precum Isaac Asimov și Robert Heinlein. Începând din anii 1980, interesul publicului a scăzut, iar frecvența de publicare a lucrărilor noi s-a redus treptat. Astăzi au trecut câțiva ani de când a apărut un titlu nou.

## Colaborare
Meulenhoff există și astăzi, dar și-a grupat activitățile în ramuri separate care operează mai mult sau mai puțin independent. Editura Lannoo este acum editorul umbrelă care administrează și Meulenhoff.

## Autori români publicați de editură
- Mircea Cărtărescu, Travestie (Travesti), 1996[4]
- Paul Celan, Verzamelde gedichten (Poezii adunate),  2003[5]
- Mircea Dinescu, De dood leest de krant („Moartea citește ziarul”), 1990[6]
- Mircea Eliade, De Mântuleasa-straat („Pe strada Mântuleasa”), 1975[7]
- Mircea Eliade, Aan het hof van Dionis („În curte la Dionis”), 1982[8]
- Mircea Eliade, Jeugd zonder jeugd („Tinerețe fără tinerețe”), 2009[9]
- Eugen Ionescu, Rhinocéros („Rinocerii”), 1986[10]
- Norman Manea, Leergeld en andere verhalen, 1989[11]
- Norman Manea, Het verhoor. Drie novellen („Trei nuvele”), 1992[12]
- Norman Manea, De terugkeer van de hooligan: Memoires (Întoarcerea huliganului), 2006[13]
- Norman Manea, De zwarte envelop (Plicul negru), 2009[14]
- Sorin Titel, De lange reis van de gevangene (Lunga călătorie a prizonierului), 1981[15]
- Urmuz, Na het onweer. Verzameld werk (După furtună), 1985[16]

## Legături externe
- boekerij.nl - pentru lucrări de ficțiune
- meulenhoff.nl - pentru diverse lucrări literare
- meulenhoffboekerij.nl - site-ul sediului central din Amsterdam cu informații generale